# Саксана в країні чудес
Са́кса́на в краї́ні чуде́с (чеськ. Saxána a Lexikon kouzel) — фільм режисера Вацлава Ворлічека, що вийшов на екрани в Чехії у кіно в 2011 році. Це продовження казки Дівчисько на метлі (чесь. Dívka na koštěti), прем'єра, якої була у 1972 році. За мотивами нового фільму написала Івона Бржезінова книжку з такою ж назвою.

## У ролях
| Актор             | Роль                |
| ----------------- | ------------------- |
| Петра Черноцька   | Саксана             |
| Ян Грушинський    | Ян Блага            |
| Їржіна Богдалова  | тітка Ірма          |
| Гелена Новачкова  | Саксаночка          |
| Петро Нарожний    | вуйко Євгеній Блага |
| Їржі Лабус        | видавець Плескот    |
| Яромир Дулава     | Crashman            |
| Ота Їрак          | доктор Кадержабек   |
| Маркета Грубешова | медсестра           |
| Надя Конвалінкова | Лаштовкова          |
| Матєй Кужель      | Водяник             |
| Ян Кужелка        | обвинувачений       |
| Олдржіх Груза     | емауський чорт      |

## 3D персонажі
| Актор                           | Роль        |
| ------------------------------- | ----------- |
| Штєпан Кртічка                  | Кракавус    |
| Ладіслав Ґіґанек                | Вінцек      |
| Даліміл Клапка                  | Ржегож      |
| Лібор Терш, Якуб Сайц           | басилішки   |
| Отмар Бранцузський, Томаш Рацек | морколаби   |
| Карел Ґульт                     | дідок Кажан |
| Даніель Роус, Яромир Медуна     | дракони     |
| Єва Споустова                   | Волохач     |
| Томаш Рацек                     | Голодуючий  |

## Зміст
Давним-давно жила-була дівчинка Саксана, юна учениця школи магії, яка втекла з Чарівної Країни у Світ Людей. Там вона закохалася до звичайного юнака і залишилася з ним, зберігаючи в таємниці від усіх секрет свого минулого. У щасливої пари народилася прекрасна донька Оксана. Минуло багато років, дівчинка виросла і перетворилася на вкрай цікаву персону. Одного ранку Оксана заглянула на горище, де знайшла і відкрила стару Книгу заклинань, потім через магічний портал потрапила в Чарівну Країну. Тепер дівчинці доведеться досліджувати неймовірний світ, повний карликів, чортів, драконів, ґоблінів і гадюк, зробити все, щоб не потрапити під арешт на 300 років за проступок матері, битися з гангстерами і головне — врятувати мешканців казкового королівства від повного знищення! Наберіться сміливості погуляти по казковій країні разом з маленькою Оксаною і пам'ятайте, що дивовижне, неймовірне, чарівне завжди поруч з нами.

## Знімальна група
- Режисер — Вацлав Ворлічек
- Сценарист — Вацлав Ворлічек, Властіміл Містрік
- Сюжет — Вацлав Ворлічек, Мілош Масоурек
- Оператор — Петро Полак, Антонін Вайсер
- Композитор — Радім Гладік
- Монтаж — Міла Бенка, Далібор Ліпський
- Директор трюків — Віктор Адамець

## Озвучення українською
Багатоголосе україномовне озвучення зроблено на замовлення телеканалу ТЕТ.